# Pálína Jónsdóttir
Pálína Jónsdóttir, född 6 maj 1968 i Reykjavik på Island, är en isländsk skådespelerska och teaterregissör.   Hon anses vara en av landets mest nyskapande och idérikaste skådespelerskor.